# Jenny Lind
Johanna Maria Lind, vel Jenny Lind (ur. 6 października 1820 w Sztokholmie, zm. 2 listopada 1887 w Malvern) – szwedzka śpiewaczka operowa (sopran), zwana „Szwedzkim słowikiem”, uważana za jedną z najwybitniejszych śpiewaczek XIX w. Jej głosem zachwycał się Fryderyk Chopin.